# أو'تجامب
أو جامب شركة فرنسية متخصصة في الأجهزة الرياضية، وهي تابعة لمجموعة أبيو.